# Vojko Andrijašević
Vojko Andrijašević (Split, 2. veljače 1922. − 27. veljače 1994.) je bio hrvatski nogometaš i nogometni djelatnik. Nogomet je, kao junior, počeo igrati u nižerazrednom splitskom klubu "Majstor s mora" (bivši "Vuk"), koji se 1940. spojio s RNK Split. Pristupio je partizanima 1942., još prije kapitulacije Italije, a postoji podatak da se početkom 1945., u činu potporučnika, nalazio na dužnosti tehničkog referenta Sekcije za vezu Štaba VIII. Udarnog Korpusa NOVJ. Obnovljeni Hajduk vratio se u Split u jesen 1944. Kako je to bila operativna zona njegovog korpusa, svakako je po dužnosti s njim održavao vezu još i ranije, a kako se prije rata bavio nogometom, priključen je ekipi, te je nastupio već na čuvenoj utakmici 26. prosinca 1944. u Splitu (dok je i dalje obavljao dužnost u Štabu Korpusa) koju je Hajduk, kao vojna reprezentacija NOVJ, igrao protiv vojne reprezentacije Velike Britanije i dobio, golom Frane Matošića, rezultatom 1:0. Hajduk je nastupio u sastavu Miljenko Krstulović, Jozo Matošić, Ljubomir Kokeza, Miljenko Batinić, Ervin Katnić, Slavko Luštica, Ivo Alujević, Frane Matošić, Vojko Andrijašević, Žarko Rosić↑1 , Ivo Radovniković, a za britansku Armiju igrali su Platt (Arsenal), Pemberton (West Bromwich), Beatty (Preston), Davies (Everton), Pryde (Blackburn), Mosgrave (West Ham), Harris (Cardif City), Stuart (Manfield), Swanscoe (Manfield), Rudd (Manchester City),
Smalley (Blackpool). 

Nakon rata ostao je u Hajduku i aktivno igrao do 1952. godine (jesenja sezona prvenstva 1952./53.), postigavši 294 gola na 154 utakmice, po čemu je 17-ti na "vječnoj" listi strijelaca (u svim utakmicama, računajuci i prijateljske). S Hajdukom je osvojio dvije titule državnog prvaka (1950. i 1952.) Jugoslavije i dvije titule prvaka FD, odnosno NR Hrvatske (1945. i 1946.). 

Po okončanju aktivne igračke karijere ostao je u klubu obavljajući razne dužnosti, uključujući i sportskog direktora i urednika Hajdukovog vjesnika (koji je tada nazvan samo "Hajduk"), klupskog glasila, a ranih 60-tih bio je smatran "sivom eminencijom" Hajduka. Tako je optužen i za navodni pokušaj potkupljivanja Dinamovog vratara Zlatka Škorića pred čuvenu utakmicu u Zagrebu, kada je Hajduku bila neophodna pobjeda za opstanak u ligi. Iako je Škorić navodno odbio pokušaj i prijavio ga svojoj upravi, Hajduk je golom Hlevnjaka pobijedio s 1:0, ali je ostao bez predsjednika Petra Rončevića i potpredsjednika Dušana Stipanovića Gusine, koji su pretrpjeli srčane udare. Rončević je prevezen u bolnicu i preživio, ali je Stipanović preminuo u svlačionici neposredno nakon utakmice.
Statistika u Hajduku
| Natjecanje        | Nastupi | Zgoditci |
| ----------------- | ------- | -------- |
| Prvenstvo         | 45      | 27       |
| Kup               | 2       | 0        |
| Superkup          | 0       | 0        |
| Međunarodne       | 0       | 0        |
| Splitski podsavez | 0       | 0        |
| Ukupno            | 47      | 27       |
| Prijateljske      | 247     | 127      |
| Sveukupno         | 294     | 154      |

## Napomene
1. ↑1 Žarko Rosić, zrakoplovni časnik, prije rata prvotimac nogometnog kluba Split, za tu priliku doveden je iz Divulja, kamo se vratio u svoju jedinicu odmah po završetku utakmice.